# Рівер-Сіу (Айова)
Рівер-Сіу (англ. River Sioux) — переписна місцевість (CDP) в США, в окрузі Гаррісон штату Айова. Населення — 42 особи (2020).

## Географія
Рівер-Сіу розташований за координатами 41°48′9″ пн. ш. 96°2′53″ зх. д. / 41.80250° пн. ш. 96.04806° зх. д. (41.802439, -96.047988).  За даними Бюро перепису населення США в 2010 році переписна місцевість мала площу 0,99 км², уся площа — суходіл.

## Демографія
Згідно з переписом 2010 року, у переписній місцевості мешкало 59 осіб у 24 домогосподарствах у складі 15 родин. Густота населення становила 60 осіб/км².  Було 32 помешкання (32/км²).
Расовий склад населення:
| - 98,3 % — білих - 1,7 % — корінних американців |

До двох чи більше рас належало 0,0 %. Частка іспаномовних становила 0,0 % від усіх жителів.
За віковим діапазоном населення розподілялося таким чином: 30,5 % — особи молодші 18 років, 47,5 % — особи у віці 18—64 років, 22,0 % — особи у віці 65 років та старші. Медіана віку мешканця становила 42,5 року. На 100 осіб жіночої статі у переписній місцевості припадало 90,3 чоловіків;  на 100 жінок у віці від 18 років та старших — 86,4 чоловіків також старших 18 років.
Середній дохід на одне домашнє господарство  становив 21 808 доларів США (медіана — 18 487), а середній дохід на одну сім'ю — 19 166 доларів (медіана — 18 224). За межею бідності перебувало 86,6 % осіб, у тому числі 92,1 % дітей у віці до 18 років та 91,1 % осіб у віці 65 років та старших.
Цивільне працевлаштоване населення становило 8 осіб. Основні галузі зайнятості: освіта, охорона здоров'я та соціальна допомога — 100,0 %.